# Samantha Bailey
Pour les articles homonymes, voir Bailey.
Samantha Ann Bailey est une actrice américaine née le 21 novembre 2001, à Mission Hills, en Californie. Elle a reçu un Care Award Honoree en 2010.

## Biographie
Samantha Bailey est connue pour son rôle de Summer Newman dans la série Les Feux de l'amour. Elle a joué dans Ghost Whisperer en tant que Emily Bradley, et dans Esprits criminels en tant que Jenny Hill.
Elle joue au théâtre,  comme dans Hansel et Gretel, où elle incarne une fillette.

## Filmographie
- 2013 : Une mère indigne (The Good Mother) (TV) : Hillary